# چرخه خورشیدی
چرخهٔ خورشیدی (به انگلیسی: solar cycle or solar magnetic activity cycle) به تغیرات تناوبی در فعالیت‌های خورشید (شامل تغیرات در تابش خورشید و مواد خورشید) و در ظاهر آن گفته می‌شود.

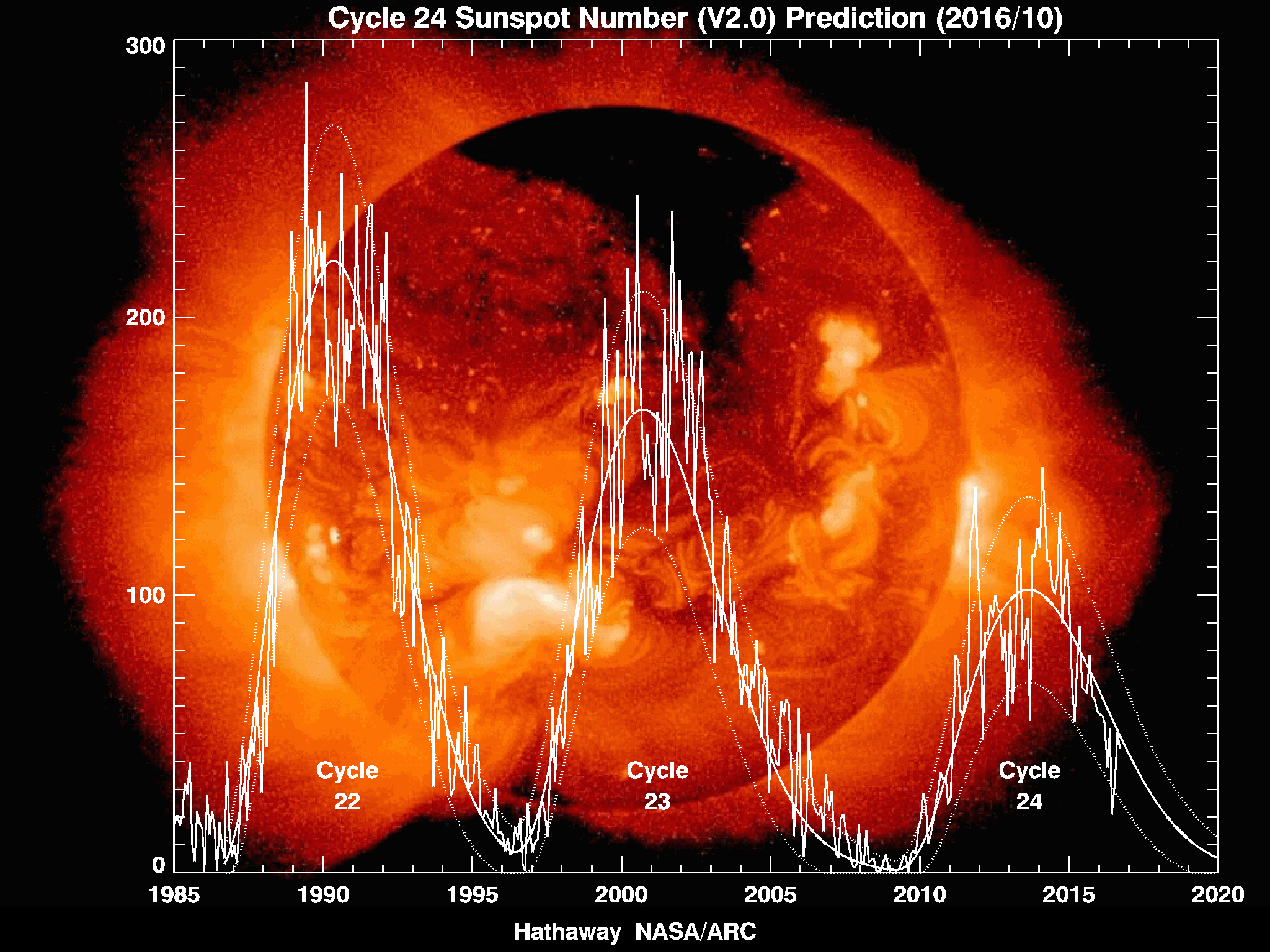
"

چرخهٔ خورشیدی، یا چرخهٔ فعالیت‌های مغناطیسی خورشید به‌طور معمول در هر یازده سال فعالیت خورشید کامل می‌شود. (این چرخه در مقدار امواج رادیویی خورشید و ساختار خورشید، و همین‌طور در ساختار شکلی خورشید وجود دارد (از جمله تغییر در تعداد و اندازهٔ لکه‌های قرمز، حد بالای موج‌ها و دیگر ساختارها). این چرخه در طول قرن‌ها و با مطالعه بر روی تغییرات ظاهری خورشید و تغییراتی که اثر این تغییرات بر روی زمین می‌گذارد (مانند آئورورها) شناخته می‌شوند.

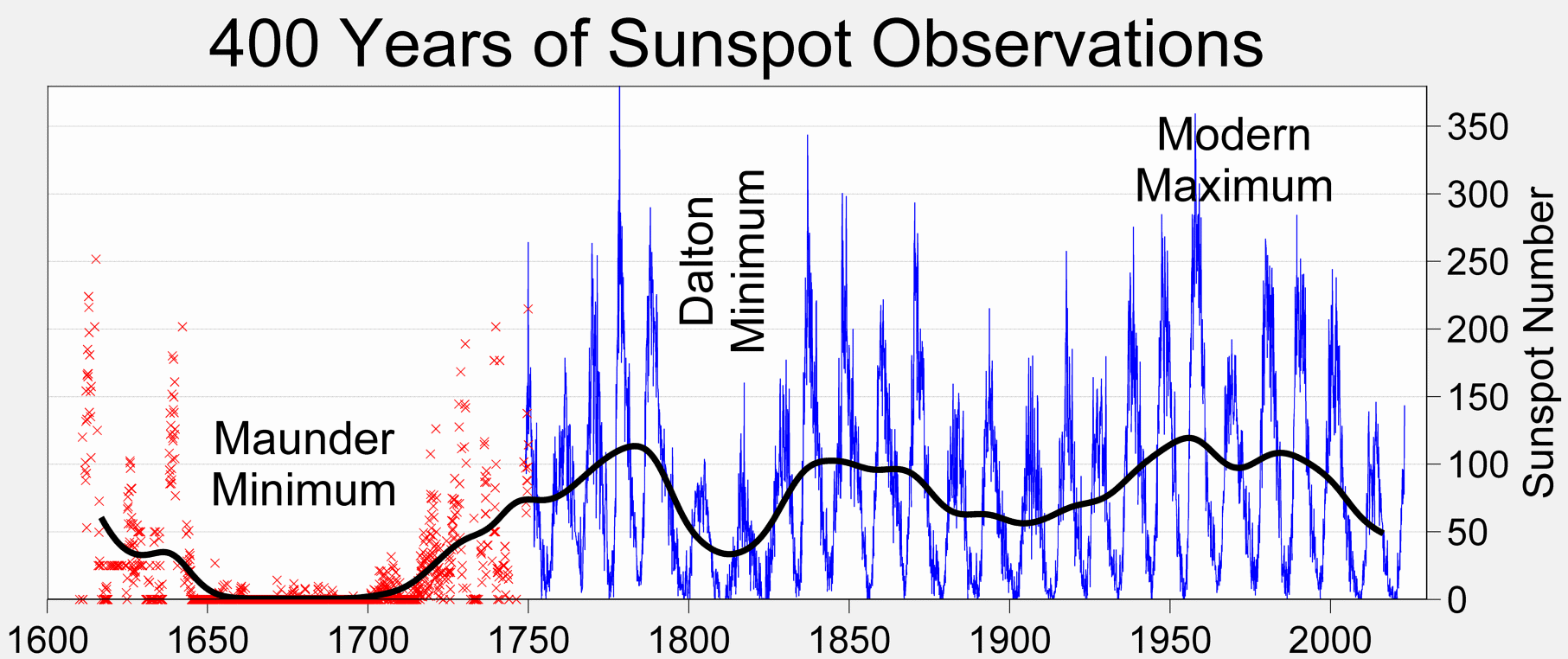
۴۰۰ سال تغیرات تابش خورشید

تغییرات صورت گرفته در خورشید در فضا، اتمسفر و روی سطح زمین اثر گذارند. همچنین در حین ایجاد تغییرات در فعالیت خورشید، نوسانات آپیرادی نیز رخ می‌دهد.
آن‌ها برای قرن‌ها (با تغییرات ظاهری خورشید و تغییرات روی زمین مانند آئورورها مشاهده شده‌اند) دیده می‌شود.
تغییرات در خورشید باعث اثرات در فضا، در جو و روی سطح زمین می‌شود. در حالی که این متغیر غالب در فعالیت خورشید، نوسانات آپیرادی نیز رخ می‌دهد.

## تعریف
چرخه‌های خورشیدی به‌طور متوسط در هر حدود ۱۱ سال کامل می‌شوند. با تغییر در لکه‌های روی سطح خورشید و رسیدن به حداکثر لکه‌های خورشید و سپس تغییر تعداد آن‌ها به حداقل لکه‌ها به ترتیب به مقادیر حداکثر و حداقل لکه‌های خورشیدی اشاره می‌کنند. چرخه‌ها از یک حداقل به بعد آغاز می‌شوند.